# سولفاگوانیدین
سولفاگوانیدین (انگلیسی: Sulfaguanidine) یک سولفونامید است.
سولفاگوانیدین یک مشتق گوانیدین از سولفانیل آمید است که در دامپزشکی استفاده می‌شود.  سولفاگوانیدین به میزان ضعیفی از روده جذب می‌شود که آن را برای درمان اسهال خونی باسیلی و سایر عفونت‌های روده‌ای مناسب می‌کند.